# Creighton Abrams
Creighton Abrams (Springfield, 15 september 1914 – Washington D.C., 4 september 1974) was een Amerikaans generaal.
Hij was de zoon van een spoorwegarbeider en door te werken kon hij zijn studies bekostigen. Aan de militaire academie van West Point werd hij vooral gewaardeerd om zijn wilskracht.

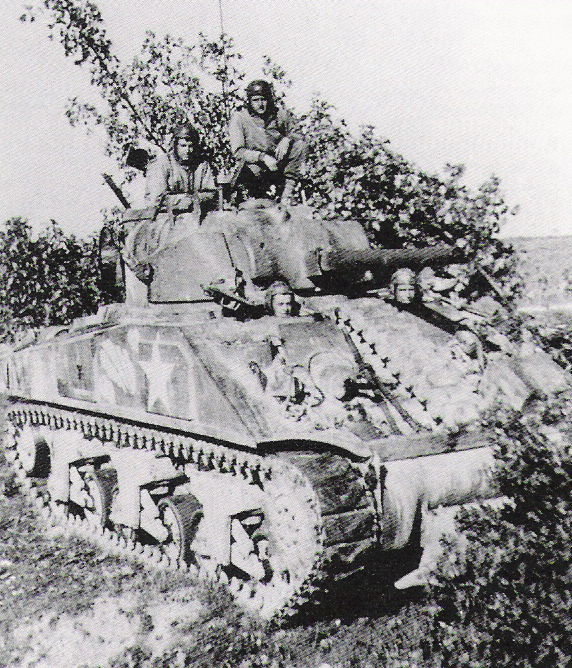
Abrams op zijn Shermantank in Lotharingen (1944)

In de Tweede Wereldoorlog leidde Abrams als luitenant-kolonel een tankbataljon van Normandië tot in Tsjechoslowakije. Hierbij opereerde zijn eigen tank steeds in de voorste linie. Zijn grootste overwinning was ongetwijfeld de bevrijding van Bastenaken in 1945. Na de wapenstilstand werd hij aangesteld als hoofd van de pantserschool.
Bij het uitbreken van de Koreaanse Oorlog ging Abrams opnieuw naar het front. Na Korea verbleef hij nog enige tijd in West-Duitsland maar al snel kreeg hij een functie bij het Pentagon.
Bij onlusten trad hij regelmatig als bevelhebber op.
In 1967 werd hij onderbevelhebber van de Amerikaanse troepen in Saigon. Toen het beleid van de opperbevelhebber, generaal Westmoreland, op een mislukking uitliep, nam Abrams diens plaats in. Zijn voornaamste opdracht bestond erin de Amerikaanse troepen geleidelijk te vervangen door Zuid-Vietnamese.
Van 1972 tot kort voor zijn dood in 1974 was hij stafchef van het Amerikaanse leger.
Ter ere van Abrams noemde het Amerikaanse leger een zware gevechtstank naar hem: de M1 Abrams.

## Familie
Abrams was getrouwd met Julie Berta Abrams (geboren 12 april 1915), het echtpaar had zes kinderen: drie dochters Noel (geboren 22 december 1938), Jeanne Randall (geboren 28 januari 1954) en Elizabeth H. en drie zonen Creighton W. III (geboren 1 oktober 1940), John Nelson (3 september 1946) en Robert Bruce (18 november 1960).

## Militaire loopbaan[3]
- Cadet: 1 juli 1932[9]
- Second Lieutenant, Regular Army: 12 juni[10] 1936[11]
- First Lieutenant, Regular Army: 12 juni 1939[11][12]
- Tijdelijk Captain, Army of the United States: 9 september[13] 1940[11]
- Tijdelijk Major, Army of the United States: 1 februari 1942[11][14]
- Tijdelijk Lieutenant Colonel: 3 september 1943[11][15][16]
- Tijdelijk Colonel: 21 april 1945[11][16][17]
- Effectief Lieutenant Colonel: 1 juni 1946[18]
- Major, Regular Army: 1 juli 1948[19]
- Colonel, AUS: 29 juni 1951[20]
- Tijdelijk Brigadier General: 17 februari 1956[21][22]
- Tijdelijk Major General: 1 juni 1960[23]
- Colonel: 12 juni 1961[24]
- Major General: juni 1960[22]
- Brigadier General: februari 1963[22]
- Tijdelijk Lieutenant General: augustus 1963[22]
- Lieutenant General: 1 augustus 1963[11]
- General: 4 september 1964[11][22][25]
- Blijvend Major General: augustus 1965[22]

## Decoraties
- Silver Star[11][26]
- Distinguished Service Cross[26] (2) in 1943 en 1945[11]
- Defense Distinguished Service Medal
- Army Distinguished Service Medal met First (14 februari 1967),[27] Second[28] en Third Oak Leaf[29] (3)
- Legioen van Verdienste (Verenigde Staten) op 22 september 1943[30][31]
- Bronze Star met Valor[26]
- Orde van Voorname Dienst (Verenigd Koninkrijk) (DSO)[26][32]
- Army Distinguished Service Medal met Gold Star[33]
- American Campaign Medal[34]
- European–African–Middle Eastern Campaign Medal[34]
- Asia-Pacific Campaign Medal[34]
- World War II Victory Medal[34]
- Army Occupation Medal[34]
- Ridder in het Legioen van Eer[34]
- Croix de guerre 1939 - 1945 met Palm[34]
- Fourragere[34]
- Ulchi Distinguished Military Service Medal met Gold Star (Korea)[34]
- Republic of Korea Presidential Unit Citation[34]
- Korea Service Medal[34]
- Koreamedaille van de Verenigde Naties[34]
- National Defense Service Medal[34]
- Distinguished Unit Badge[34]
- Kruis voor Dapperheid (Vietnam) met Palm[35]
- Oorlogskruis Tsjecho-Slowakije 1939-1945[36]
- Ridder Grootkruis in de Orde van de Kroon van Siam[36]
- Commandeur (Lakan) in de Orde van Sikatuna[36]
- Ridder Grootkruis in de Orde van de Witte Olifant[36]
- Grootkruis in de Nationale Orde van Vietnam[36]
- Orde van Militaire Verdienste (Zuid-Korea), Ie Klasse (Taeguk)[36]
- Eremedaille van de Strijdkrachten, Ie Klasse[36]
- Civil Actions Medal, Ie Klasse[36]
- Orde van de Rijzende Zon, Ie Klasse[36]
- Philippine Liberation Ribbon[36]